# Motorola 68EC040
Il Motorola 68EC040 è un microprocessore CISC basato sul Motorola 68040 e sviluppato per embedded controllers (macchine dedicate). Si differenziava dal 68040 per l'assenza della FPU ma non della MMU. Ciò lo rendeva meno costoso del modello completo e gli consentiva di consumare meno energia. Spesso ci si riferisce a questa CPU col nome di EC40.